# Santiago Challenger II 2021
Il Santiago Challenger II 2021 è stato un torneo maschile di tennis giocato su campi in terra rossa. È stata la 15ª edizione del torneo e faceva parte della categoria Challenger 80 nell'ambito dell'ATP Challenger Tour 2021. Si è svolto al Club Manquehue di Santiago del Cile, nella Regione Metropolitana di Santiago del Cile, tra il 4 e il 10 ottobre 2021.

## Partecipanti

### Teste di serie
| Nazionalità | Giocatore                  | Ranking* | Testa di serie |
| ----------- | -------------------------- | -------- | -------------- |
| Argentina   | Juan Manuel Cerúndolo      | 103      | 1              |
| Argentina   | Francisco Cerúndolo        | 110      | 2              |
| Perù        | Juan Pablo Varillas        | 117      | 3              |
| Bolivia     | Hugo Dellien               | 140      | 4              |
| Argentina   | Sebastián Báez             | 143      | 5              |
| Cile        | Marcelo Tomás Barrios Vera | 155      | 6              |
| Argentina   | Juan Ignacio Londero       | 157      | 7              |
| Brasile     | Felipe Meligeni Alves      | 202      | 8              |

* Ranking al 27 settembre 2021.

### Altri partecipanti
I seguenti giocatori hanno ricevuto una wild card per il tabellone principale:
- Diego Fernández Flores
- Gonzalo Lama
- Víctor Núñez

I seguenti giocatori sono entrati in tabellone con il ranking protetto:
- Gerald Melzer
- Gonçalo Oliveira

I seguenti giocatori sono entrati in tabellone come alternate:
- Hernán Casanova
- Lucas Catarina
- Nick Chappell

I seguenti giocatori sono passati dalle qualificazioni:
- Nicolás Álvarez
- Oliver Crawford
- Facundo Díaz Acosta
- Alexis Gautier

Il seguente giocatore è entrato in tabellone come lucky loser:
- Cristian Rodríguez

## Campioni

### Singolare
Juan Pablo Varillas ha sconfitto  Sebastián Báez con il punteggio di 6–4, 7–5.

### Doppio
Diego Hidalgo /  Nicolás Jarry hanno battuto in finale  Evan King /  Max Schnur con il punteggio di 6–3, 5–7, [10–6].